# Тавастшерна
Тавастше́рна (Tawaststjerna) — дворянский финско-шведский род.

## Происхождение и история рода
Дворянский финско-шведский род, основанный Эриком Тавастом, происходящим из ветви семьи Таваст (Tawast), проживающей в области города Турку (Åbo). 10 февраля 1687 Эрик Таваст в Стокгольмском замке получил фамилию Тавастшерна от Карла XI. Официальный статус фамилия получила в 1689 году и зарегистрирована в Рыцарском доме Швеции под номером 1107. В Финляндии фамилия зарегистрирована в 1818 году под № 81.
Фамилия в разных поколениях имеет тесные родственные связи с домами Sursill, Tawast, Ruuth, von Fieandt, Mannerheim, Иконниковы-Галицкие и другими аристократическими семьями Европы.
Представители фамилии получили известность в живописи, музыке, литературе, архитектуре, инженерном деле. Потомки Якоба Понтуса Тавастшерна (сына Эрика Тавастшерна) оказали влияние на ход мировой истории и культуры. Среди них — Тавастшерна Эрик Вернер (музыкант), Тавастшерна Карл Август (писатель), Карл Густав Маннергейм (политический деятель), Тавастшерна Карл Аларик.

## Известные носители
- Тавастшерна, Вильгельм Генрихович (1807—1875) — русский генерал, участник Крымской войны.
- Тавастшерна, Георгий Александрович (1891—1973) — капитан лейб-гвардии 2-го стрелкового полка, герой Первой мировой войны.
- Тавастшерна, Георгий Александрович (мичман) (08.05.1885—14.05.1905) — мичман, вахтенный офицер крейсера II ранга «Жемчуг», герой Цусимского морского сражения.
- Тавастшерна, Карл Август (1860—1898) — финский поэт.
- Тавастшерна, Кирилл Николаевич (1921—1982) — советский астроном.
- Тавастшерна, Сергей Сергеевич (р.1965) — российский индолог.
- Тавастшерна, Эрик Вернер[фин.] (1916—1993) — финский музыковед, пианист.
- Тавастшерна, Эрик Томас[фин.] (род. 1951) — его сын, финский пианист и музыкальный педагог.